# Polyergus
Polyergus Latreille, 1804 è un genere di formiche della sottofamiglia Formicinae, note anche come formiche amazzoni.
Le operaie di questo genere sono formiche schiaviste: non sono in grado di prendersi cura della nidiata o svolgere altri compiti utili al mantenimento della colonia, in parte a causa delle loro mandibole a forma di pugnale ed adatte principalmente al combattimento ma soprattutto perché, nell'evoluzione del loro particolare tipo di parassitismo sociale, esse hanno perso i pattern di comportamento che caratterizzano le altre formiche sociali e persino la capacità di nutrirsi autonomamente. Le specie di Polyergus consistono in una sola casta di "soldati" in grado di conservare una massiccia presenza di operaie attraverso il rapimento delle larve delle stesse, generalmente appartenenti al vicino genere Formica, in massicci assalti colonia contro colonia.

Le formiche catturate vengono generalmente definite "schiave" sia nella letteratura popolare che scientifica, e nonostante siano stati compiuti recenti tentativi di applicare ad esse altri modelli umani, come definendo gli individui delle colonie di Polyergus come "pirati" o "saccheggiatori" e le formiche rapite come "formiche assistenti" o "animali domestici". I biologi descrivono il sistema semplicemente in termini di parassitismo sociale praticato da Polyergus sulla colonia ospite di Formica.

## Biologia
Polyergus ottengono le loro formiche operaie con la forza rubando le pupe da colonie vicine del genere Formica e portandole al loro proprio formicaio. Questo avviene nella forma di attacchi spettacolari condotti generalmente in caldi pomeriggi d'estate. Dentro al nido delle Polyergus, le larve rapite vengono accudite e fatte uscire dai loro bozzoli da altre operaie rapite. Le nuove operaie rapidamente assorbono il caratteristico odore della popolazione mista della colonia e cominciano a collaborare senza violenza o coercizione. Queste formiche rapite, una volta subito questo "imprinting", iniziano ad accudire le larve, nutrire e svolgere tutte le altre attività caratteristiche di una colonia funzionale.

Le campagne delle formiche Amazzoni vengono spesso definite dei "bagni di sangue" nelle riviste popolari. Tuttavia, attente osservazioni hanno ripetutamente dimostrato che questi assalti sono estremamente efficienti e virtualmente non violenti per tutte le specie. È molto raro che un singolo membro della colonia assaltata venga ferito o assassinato. Tuttavia, la colonia colpita viene travolta dall'acido formico e dai feromoni d'allarme prodotti nel panico, quando le Polyergus entrano il nido in massa. Tipicamente, la regina e le operaie della colonia colpita evacuano e fuggono sulla propinqua vegetazione dove semplicemente attendono che l'attacco finisca e le Polyergus portino via il loro bottino.

### Fondazione della colonia
Per quel che è conosciuto, ogni colonia di Polyergus possiede una sola regina. Per fondare una nuova colonia, una giovane regina feconda di Polyergus invade la colonia di una delle specie parassitate o si aggrega ad una regina del genere Formica che, con i suoi primi operai, sta iniziando a formare un nido.

Nel secondo caso, alla regina della colonia parassitata viene permesso di sopravvivere fino a che non abbia partorito un numero di operaie sufficienti a mantenere la futura colonia di Polyergus. Una giovane regina Polyergus in un nido già formato uccide la regina preesistente (immediatamente se il numero di operaie è sufficiente, più tardi in caso contrario) e viene accettata dalle operaie come nuova regina. Questo processo precede la nascita di ogni nido di Polyergus. Naturalmente, questo complicato e lungo processo spesso fallisce, tanto che le colonie di Polyergus sono relativamente rare, anche se ognuna di esse produce ogni anno centinaia di nuove potenziali regine. Per bilanciare il potenziale tasso di mortalità delle operaie schiavizzate, le Polyergus devono compiere regolarmente degli attacchi ad altri formicai ogni 6-8 settimane in tutte le estati del ciclo vitale della colonia, che può vivere per 10-15 anni.

## Distribuzione e habitat
Il genere Polyergus ha una distribuzione olartica ed è presente in Italia con la specie Polyergus rufescens.

## Tassonomia
Sono note le seguenti specie:
- Polyergus bicolor Wasmann, 1901
- Polyergus breviceps Emery, 1893 - America Nord-Occidentale
- Polyergus longicornis Smith, 1947
- Polyergus lucidus Mayr, 1870 - America del Nord
- Polyergus mexicanus Forel, 1899
- Polyergus montivagus Wheeler, 1915
- Polyergus nigerrimus Marikovsky, 1963 - Mongolia, Russia (Repubblica di Tuva)
- Polyergus oligergus Trager, 2013
- Polyergus ruber Trager, 2013
- Polyergus rufescens (Latreille, 1798) - Europa, Asia occidentale
- Polyergus samurai Yano, 1911 - Giappone, Corea, Cina Orientale
- Polyergus sanwaldi Trager, 2013
- Polyergus topoffi Trager, 2013
- Polyergus vinosus Trager, 2013